# Nathalie Armbruster
Nathalie Armbruster (2 de enero de 2006) es una deportista alemana que compite en esquí en la modalidad de combinada nórdica. Ganó tres medallas de plata en el Campeonato Mundial de Esquí Nórdico, en los años 2023 y 2025.

## Palmarés internacional
| Campeonato Mundial | Campeonato Mundial  | Campeonato Mundial | Campeonato Mundial                    |
| Año                | Lugar               | Medalla            | Prueba                                |
| ------------------ | ------------------- | ------------------ | ------------------------------------- |
| 2023               | Planica (Eslovenia) | Medalla de plata   | TN + 5 km individual                  |
| 2023               | Planica (Eslovenia) | Medalla de plata   | TN + 2 × 2,5 km/2 × 5 km equipo mixto |
| 2025               | Trondheim (Noruega) | Medalla de plata   | TN + 2 × 2,5 km/2 × 5 km equipo mixto |